# Anna (Ära)
Anna (japanisch 安和, auch Anwa) ist eine japanische Ära (Nengō) von  September 968 bis Mai 970 nach dem gregorianischen Kalender. Der vorhergehende Äraname ist Kōhō, die nachfolgende Ära heißt Tenroku. Die Ära fällt in die Regierungszeit der Kaiser (Tennō) Reizei und En’yū.
Der erste Tag der Anna-Ära entspricht dem 8. September 968, der letzte Tag war der 2. Mai 970. Die Anna-Ära dauerte drei Jahre oder 602 Tage.

## Ereignisse
- 969 Fujiwara no Saneyori wird sesshō, Nachfolger von Tennō Reizei und Regent
- 969 Anna-Vorfall (安和の変 Anna no hen)[2]